# 克爾瓦科塔山
14°9′8″S 70°51′0″W / 14.15222°S 70.85000°W
克爾瓦科塔山（Quellhuacota），是秘魯的山峰，位於該國南部庫斯科大區的坎奇斯省和普諾大區的梅爾加省，屬於安第斯山脈中韋爾卡努塔山脈的一部分，海拔高度約5,300米。